# Джим Торп
Вижте пояснителната страница за други личности с името Джим Торп.
 За други значения вижте Джим Торп (пояснение).
Джим Торп (на английски: Jacobus Franciscus "Jim" Thorpe) е американски спортист.
Той е сред универсалните спортисти на 20 век. Има златни олимпийски медали в дисциплините петобой и десетобой, играл е американски футбол, баскетбол и бейзбол (на професионално и колежанско ниво).
Олимпийските му медали са отнети, след като се разкрива, че се е състезавал 2 сезона като професионален играч в американски бейзболен отбор. Това нарушава валидното по онова време правило, позволяващо участие в олимпийски игри само на аматьори. След отпадането на забраната отличията му са върнати посмъртно. През 1978 г. е обявен национален празник в чест на Джим Торп на рождената му дата 28 май, който все още се празнува.
Торп е наполовина индианец и се причислява към съвременната индианска общност Саук и Фокс, която представлява обединение на потомците на индианските племена сауки и фокси. Индианското му име е Уа-То-Хук (Wa-Tho-Huk), което се превежда като „Светъл път“. През цялата си кариера е подложен на расизъм и пренебрежение от страна на белите американци. Във вестникарските статии за постиженията му Торп е наричан „червенокожия“ и „индианския атлет“. Играл е в отбори, съставени само от играчи от индиански произход.
Определен е за най-великия спортист на първата половина на XX век от „Асошиейтед Прес“ през 1950 г. След края на спортната си кариера живее в мизерия и крайна бедност. Работи на различни места, страда от алкохолизъм и прекарва последните години от живота си с разклатено здраве. Умира през 1953 г.

## Ранни години
Рожденото име и етническият произход на Торп не са установени със сигурност. Знае се, че е роден на индианска територия, но без акт за раждане. Най-вероятната дата е 28 май 1888 г., а за рождено място се счита територията около Прага, Оклахома. Християнското му име е Джакобус Франсискус Торп.
Родителите му са със смесени корени. Баща му Айръм Торп има баща ирландец и майка индианка, а родителите на майка му Шарлот Вио са французин и отново индианка. Торп израства в индианско селище на племената сауки и фокси, където му е дадено и името Уа-То-Хук (Светъл път). По индианска традиция той е кръстен на нещо забележително по време на раждането му. В този случай това е била ярката светлина, която е проникнала в колибата в този момент. Майка му е католичка и възпитава децата си в духа на християнските ценности, което повлиява силно на Торп през целия му живот.
Заедно със своя брат близнак Чарли посещава училището за индианци в Страуд, Оклахома. Чарли, който помага на брат си в училище, умира от пневмония на 9-годишна възраст. Джим понася трудно смъртта на брат си и започва да бяга от училище. Тогава баща му го праща в индианското училище Хаскел в Лоурънс, Канзас, за да не може да бяга повече. Когато майка му умира 2 години по-късно, поради усложнение по време на раждане, Торп изпада в депресия. След спорове с баща си бяга от къщи и отива да работи в ранчо за коне.
През 1904 г. се връща при баща си и решава да посещава училището за индианци в Карлайл, Пенсилвания, където негов треньор по американски футбол е прочутият Глен „Скуби“ Уорнър. По-късно същата година Айръм Торп умира от гангрена вследствие от ловен инцидент. Торп отново напуска училище и започва работа като фермер, но по-късно се завръща в Карлайл, където започва и истинската му спортна кариера.

## Аматьорска кариера

### Училище
Торп започва спортната си кариера през 1907 г. в Карлайл, когато подобрява рекорда на училището на висок скок, като постига 175 сантиметра. Най-ранните му лекоатлетически резултати датират от 1907 г. Там също така тренира американски футбол, бейзбол, лакрос и дори класически танци. Треньорът Поп Уорнър първоначално не му позволява да играе футбол, защото счита, че Торп не притежава необходимата физическа сила. Все пак Торп е пуснат в игра да тича срещу противниковата защита. Уорнър смята, че ще бъде повален лесно и това ще го накара да се откаже от идеята да играе футбол. Торп преминава през всички играчи не веднъж, а 2 пъти, и казва на треньора: „никой не може да спре Джим“.
Славата го огрява за първи път през 1911 г. Тогава играе на много постове за своя отбор. Отбелязва всички точки за тима си (4 гола и тъчдаун) в мача срещу Харвард, който завършва 18 – 15. Отборът завършва сезона с 11 победи и 1 загуба. На следващата година Торп извежда тима до колежанския шампионат с отбелязани 25 тъчдауна и 198 точки. Рекордът на Карлайл през 1912 г. е 27 – 6 срещу Военната академия на САЩ. В тази среща Торп отбелязва тъчдаун от 92 ярда, но той е анулиран поради наказателен удар, предизвикан от негов съотборник. В следващия мач отбелязва тъчдаун от 97 ярда.
По време на същата игра бъдещият президент на САЩ Дуайт Айзенхауер претърпява контузия, докато се опитва да повали Торп. По-късно Айзенхауер заявява в своя реч през 1961 г.: „Тук и там има хора, които са невероятно надарени. В спомените си се сещам за Джим Торп.“
Любимият спорт на Торп остава американският футбол, въпреки че печели световната си слава благодарение на леката атлетика.

### Олимпийски игри
На Олимпийските игри в Стокхолм през 1912 са добавени 2 нови дисциплини в леката атлетика – петобой и десетобой. Петобоят, който се провежда съгласно древната гръцка традиция, е бил в програмата и на Олимпиадата в Атина през 1906 г., но след това е изключен до 1912 г., когато обединява дисциплините дълъг скок, хвърляне на копие, 200 метра спринт, хвърляне на диск и 1500 метра гладко бягане.
Десетобоят по онова време е нова и неусвоена дисциплина за атлетиката, въпреки че се практикува от 1880 г. и негов вариант е бил включен в Олимпиадата в Сейнт Луис през 1904 г. Десетобоят обаче, който е бил планиран да се проведе в Стокхолм, е бил коренно различен от онзи, който се тренира в САЩ. Всички дисциплини обаче се удават на Торп и той се чувства във форма. Тича 100 метра за 10 сек., 220 метра за 21,8 сек., 440 метра за 51,8 сек., 880 метра за 1 мин. и 58 сек., 1600 метра за 4 мин. и 35 сек., 110 метра с препятствия за 15 сек., 200 метра с препятствия за 24 сек.
Рекордът му на дълъг скок е 7,16 метра, а на висок – 196 сантиметра. Овчарският му скок е висок 3,35 метра, хвърля гюле на разстояние 14,55 метра, копие на разстояние 49 метра и диск на 41,45 метра. С тези резултати Торп влиза в квалификациите за формиране на олимпийския отбор на САЩ.
Той лесно печели 3 от състезанията и влиза в отбора за петобоя, който включва и бъдещия президент на МОК Ейвъри Бръндидж. Кандидатите за участие в десетобоя са малко на брой и поради това квалификации не се провеждат.
След съставяне на програмата му за олимпиадата Торп се включва в десетобоя и петобоя, както и в състезанията на дълъг и висок скок. Първото състезание в календара му е петобоят. Торп изпъква пред всички и печели 4 от състезанията. Завършва на 3-то място единствено в хвърлянето на копие (това е дисциплина, която не е тренирал до тази година). Така печели и първото си олимпийско злато.
На същия ден се провежда и състезанието в десетобоя, където също печели злато. Преди това обаче се класира на финала на високия скок, където завършва трети, а в дългия скок остава седми. Програмата му завършва със състезание от десетобоя където побеждава сънародника си Хуго Висландер със 700 точки преднина. Във всичките десет дисциплини не излиза от първата четворка и печели 8 от общо 15 дисциплини в петобоя и десетобоя.
В края на деня на специална церемония са връчени златните му медали. Освен това печели и 2 специални награди от шведския крал Густав V и руския император Николай II. Според разкази, когато Густав V награждавал Торп, му казал: „Вие, сър, сте най-великият атлет на света“, а той му отвърнал: „Благодаря, кралю“.
Успехът му не остава незабелязан и в САЩ, където Торп участва в парад на „Бродуей“. По-късно той отбелязва: „Чувах толкова много хора да викат името ми. Не съм си и представял как човек може да има толкова много приятели“.
Освен участията си в лекоатлетическия стадион в Стокхолм Торп участва и в един от двата демонстративни бейзболни мача по време на олимпиадата, в които са избрани да участват само американски спортисти.

### Отнемане на олимпийските медали
През 1913 г. все още е в сила правилото за допускане само на спортисти аматьори до участие в олимпийски игри. Спортисти, които се състезават срещу заплащане, които са треньори или които са се състезавали срещу професионални състезатели, нямат право на участие.
През януари 1913 г. американските вестници излизат със статии, в които се съобщава, че Торп се е състезавал като професионален бейзболист. Не е напълно ясно кой вестник пръв отпечатва историята. Част от най-ранна статия е намерена в архивите на „Провидънс Таймс“ (Providence Times), но за пръв издател все още се смята вестник „Устър Телеграм“ (Worcester Telegram). В него е описано, че Торп се е състезавал за професионален бейзболен отбор в западната лига на Северна Каролина за по 2 долара на мач и 35 долара на седмица през 1909 и 1910 г. Повечето колежани като Торп също са играли като професионални състезатели през лятото, но за разлика от него са използвали псевдоними.
Въпреки че повечето хора не се интересуват от миналото на Торп, председателят на Съюза на спортистите аматьори Джеймс Съливан приема случая като много сериозен. Торп праща писмо на Съливан, в което обяснява защо се е състезавал като професионалист:
| „ | ...Надявам се, че ще бъда отчасти извинен, че бях просто индианско момче, което не разбираше от такива неща. Всъщност не разбирам с какво съм сгрешил, защото правех това, което правеха и други мои познати колежани, освен че те не използваха собствените си имена... | “ |

Неговото писмо не помага и Съюзът на спортистите аматьори решава да му отнеме статута на аматьор. По-късно същата година Международният олимпийски комитет (МОК) решава да отнеме медалите на Торп и го обявява за професионален спортист.
Макар Торп да се е състезавал срещу заплащане, това решение е взето в нарушение на действащата процедура, тъй като в правилата на олимпийските игри през 1912 г. е записано, че всеки протест трябва да бъде подаден не по-късно от 30 дни след закриването на олимпиадата. Статиите във вестниците се появяват 6 месеца по-късно, но МОК не зачита това правило.
Единственото хубаво нещо за Торп от този скандал е, че той вече може да се състезава на професионално ниво.

## Бейзбол, американски футбол и баскетбол
Вече като професионален спортист, множество бейзболни клубове му предлагат договори. Торп отказва титулярно място в отбора на „Сейнт Луис Браунс“ и става резерва на „Ню Йорк Джайънтс“. Една от най-големите изгоди, че Торп се е включва в тима, се проявява още през октомври същата година, когато „Джайънтс“ влизат в Световната обиколка (World Tour) заедно с „Чикаго Уайт Сокс“.
Така Торп се превръща в неофициалната суперзвезда на турнира сред почитателите на този спорт в САЩ и по света. Където и да отиде отборът, Торп повдига популярността му със своето появяване. Сред най-известните случаи са срещата му с папата, последния хедив на Египет и мачът в Лондон с около 20 000 души зрители, сред които е и крал Джордж V. Докато е в Рим, Торп е сниман как се бори с друг бейзболист в Колизеума. Впоследствие филмът е изгубен.
Торп подписва с „Ню Йорк Джайънтс“ през 1913 г. и по-късно удължава договора си за още 3 сезона. След като пропуска целия сезон през 1916 г., се завръща отново в бейзбола, но е продаден на „Синсинати Редс“ през 1917 г. По късно същия сезон е продаден отново на „Джайънтс“. През 1918 г. играе в малко мачове на отбора си и на 21 май 1919 г. е продаден на „Бостън Брейвс“. Продължава да играе бейзбол в отбори от по-долните дивизии до 1922 г.
Въпреки дългото прекъсване Торп не се е отказал от любимата си игра – американския футбол. През 1915 г. подписва с „Кантон Булдогс“, които му плащат по 250 долара на мач. Преди договора с Торп публиката на „Булдогс“ наброява 1200 души. Около 8000 души се появяват на стадиона, за да наблюдават дебюта му срещу Масилиън. Тимът печели титлите през 1916, 1917 и 1919 г. Торп завършва сезона през 1919 г. със силен удар от воле от 95 ярда. През 1920 г. „Булдогс“ е сред отборите, основали Американската професионална футболна асоциация, която 2 години по-късно става известна като Национална футболна лига (НФЛ). Торп става първи президент на организацията, но това не му пречи да продължи да играе за „Кантон“. Година по-късно е сменен на поста от Джоузеф Кар.
Продължава да играе за „Булдогс“, но вече се изявява и като треньор. От 1921 до 1931 г. играе за „ЛаРу“, „Ооранг Индианс“ и Охайо. През 1923 г. е избран в отбора на най-добрите от НФЛ от списание „Грийн Бей Прес Газетс“ (Green Bay Press Gazette's). Оттегля се от футбола на 41 години с 52 изиграни мача в НФЛ за 6 отбора в периода 1921 – 1928 г.
| Кантон Булдогс               | 1920 г. | 9 |
| Кливлънд                     | 1921 г. | 5 |
| Ооранг                       | 1922 г. | 5 |
| Ооранг                       | 1923 г. | 9 |
| Рок Айлънд                   | 1924 г. | 9 |
| Ню Йорк / Рок Айлънд         | 1925 г. | 5 |
| Кантон Булдогс               | 1926 г. | 9 |
| Чикаго Кардиналс             | 1928 г. | 1 |
| Общо: 52 професионални срещи |         |   |

През 1926 г. участва в демонстрационните мачове на пътуващите бейзболни, баскетболни и футболни отбори на Световноизвестните индианци (World Famous Indians) в ЛаРу. От един билет, открит в стара книга става ясно, че се е състезавал и като баскетболист. През 1927 г. и 1928 г. е участвал заедно с World Famous Indians в мачове в Ню Йорк, Пенсилвания и Охайо. Снимки на Торп в баскетболна униформа са отпечатвани във вестници и продавани като картички. Този период от кариерата му обаче не е добре документиран. Така до наши дни в повечето от биографиите му не се споменава нищо за баскетбол.

## Късни години
През 1913 г. Торп се жени за Ива Милър, която среща в Карлайл. От нея има 4 деца – Джим Джуниър (умира на 2 години), Гейл, Шарлот и Грейс. В последните си години страда от алкохолизъм. Милър подава молба за развод през 1925 г.
През 1926 г. Торп се жени повторно. Жена му се казва Фрийда Кикпатрик (1906 – 2007) и работи за мениджъра на бейзболен отбор, за който той се е състезавал. От нея има 4 сина – Карл, Уилям, Ричард и Джон. След края на спортната си кариера трудно успява да издържа семейството си. Сменя няколко работи, но така и не успява да се задържи на една длъжност. По време на Голямата депресия участва в някои уестърни като статист. Повечето пъти играе индиански вожд. Работил е също като строител, охрана на клубове, бодигард, копач на ями, а през 1945 г. се записва и като моряк.
През 1950 г. вече е останал без никакви пари. През същата година е приет в болница заради тумор. Единственият начин да му се помогне е бил чрез дарения. На пресконференция Фрийда апелира за помощ като казва: „...Разорени сме... Джим няма нищо освен името и спомените си. Той спестяваше пари за своите хора, но те свършиха. Често беше експлоатиран.“ През 1953 г. Торп получава трети инфаркт по време на вечеря заедно с третата си съпруга Патриша Аскю в дома си в Калифорния. Няколко медицински процедури го възстановяват, но губи възможността си да говори с околните. Умира малко след това, на 28 март 1953 г.

## Расизъм
Торп постига успехите си по време на ширещ се расизъм и етническа неравнопоставеност в САЩ. Често се твърди, че медалите му са отнети заради това, че е индианец, но това никога не е официално потвърдено. Той печели медалите си преди коренните американци да бъдат признати за граждани на САЩ. През 1924 г. те получават право на двойно гражданство, а една година след смъртта му (през 1954 г.) всички коренни жители на страната вече могат и да гласуват.
Докато е в Карлайл, неговата етническа принадлежност често е използвана като рекламно средство. За много хора той въплъщава стереотипа на индианците като жестоки и диви воини. Негова фотография заедно с целия му футболен отбор от 1911 г. добре илюстрира расовото разделение през онези години. На нея е било изписано: „1911 г., 18 индианци, 15 от Харвард“. Училищата по онова време често са избягвали да организират състезания, в които да участват заедно бели и индиански американци. Вестниците със своите заглавия като „Армията на индианския скалп 27 – 6“ и „Джим Торп буйства“ също не пропускат да отбележат индианските черти на футболистите от отбора на Карлайл. Първото му появяване в „Ню Йорк Таймс“ е озаглавено като „Индианецът Джим Торп на Олимпийски игри; Червенокожият от Карлайл ще се бори за място в отбора на САЩ“. Всичките му успехи са описвани по вестниците и списанията по подобен начин през целия му живот.

## Наследство
Когато третата му жена Патриша, разбира, че малкото градче Мауч Чунк в Пенсилвания се нуждае от нова местна икономическа инициатива, тя сключва сделка с града. В него се изгражда специален паметник на Торп и градът е преименуван на негово име Джим Торп, въпреки че самият Торп никога не е стъпвал там.
Торп получава огромно внимание и суперлативи от пресата след края на кариерата си и след смъртта си. През 1950 г. „Асошиейтед Прес“ прави анкета между 400 спортни журналисти, които решават, че Торп е най-великият спортист на първата половина на XX век. През 1999 г. същата новинарска агенция го поставя на 3-то място след най-великите спортисти на века. Пред него са само бейзболистът Бейб Рут и баскетболистът Майкъл Джордан. Спортната телевизия ESPN го класира седми в класацията за американски спортист на века. На 27 май 1999 г. Камарата на представителите на САЩ също определя Торп като „най-добрия американски спортист на века“.
Торп е определен и като най-великия футболист на първата част на 20 век, отново от „Асошиейтед Прес“, и е въведен в „залата на славата на американския футбол“ през 1963 г. Често се твърди, че той е първият въведен в залата, въпреки че това не е така. В залата му е отдадена почит с голяма негова статуя. През 1986 г. е създадено специално отличие на негово име, което се връчва на перспективни млади футболисти от американските колежи.

## Върнати олимпийски медали
През годините са правени множество опити отнетите олимпийски медали на Джим Торп да бъдат върнати. Бившият президент на МОК и бивш негов съотборник Ейвъри Брундаж твърдо отхвърля тези опити. В своя реч казва по този повод: „Незнанието не е извинение“. Най-настоятелни са Робърт Уилър и Флорънс Ридлон. Те постигат частичен успех, когато Олимпийският комитет на САЩ и Съюзът на спортистите аматьори признават на Торп статута на аматьор до 1913 г.
През 1982 г. създават фондация на негово име и очакват подкрепа от Конгреса на САЩ. След като я получават и представят множество доказателства за неправилното ощетяване на Торп, МОК им обръща внимание.
През октомври 1982 г. Международният олимпийски комитет решава да му върне медалите. Торп е обявен за златен медалист заедно с Бий и Вейслендер, които завършват на 2-ро място след него. Двамата никога не са отричали, че истинският шампион е именно Торп. На 18 януари 1983 г. се провежда церемония, на която децата му Гейл и Бил получават възпоменателни медали. Оригиналните медали са били оставени в музей, но са откраднати и не са открити до днес.

## Филмография
Торп участва в множество филми в периода от 30-те до 50-те години на XX век. В повечето случаи му е давана малка роля. Играл е индиански вожд, лекар, пират, футболист, бейзболист и други.
През 1951 г. е сниман първият филм за неговия живот Jim Thorpe – All-American с участието на Бърт Ланкастър, режисиран от режисьора на „Казабланка“ Майкъл Къртис. Въпреки че Торп е записан като консултант в субтитрите на филма, той не печели нищо от него.
- Wagon Master (1950)
- Yes Sir That's My Baby (1949)
- White Heat (1949)
- Road to Utopia (1946)
- The Vampire's Ghost (1945)
- Beyond the Pecos (1945)
- Outlaw Trail (1944)
- Outlaws of Santa Fe (1944)
- They Died with Their Boots On (1941)
- Meet John Doe (1941)
- Prairie Spooners (1941)
- Mexican Spitfire Out West (1940)
- Prairie Schooners (1940)
- Arizona Frontier (1940)
- Henry Goes Arizona (1939)
- Man of Conquest (1939)
- The Man from Texas (1939)
- Frontier Scout (1938)
- Start Cheering (1938)
- Cattle Raiders (1938)
- Born to the West (1937)
- Green Light (1937)
- Trailin' West (1936)
- The Phantom Rider (1936)
- Wildcat Trooper (1936)
- Treachery Rides the Range (1936)
- Under Two Flags (1936)
- Hill-Tillies (1936)
- Silly Billies (1936)
- Sutter's Gold (1936)
- Captain Blood (1935)
- Fiesta de Santa Barbara, La (1935)
- The Ivory-Handled Gun (1935)
- Fighting Youth (1935)
- Moonlight on the Prairie (1935)
- The Last Days of Pompeii (1935)
- Barbary Coast (1935)
- It's in the Air (1935)
- Wanderer of the Wasteland (1935)
- The Daring Young Man (1935)
- She (1935)
- The Arizonian (1935)
- Alibi Ike (1935)
- The Farmer Takes a Wife (1935)
- Code of the Mounted (1935)
- One Run Elmer (1935)
- Under Pressure (1935)
- Rustlers of Red Dog (1935)
- Behold My Wife (1934)
- The Red Rider (1934)
- Sweepings (1933)
- King Kong (1933)
- Wild Horse Mesa (1932)
- Air Mail (1932)
- White Eagle (1932)
- Hold 'Em Jail (1932)
- My Pal, the King (1932)
- The Dark Horse (1932)
- Battling with Buffalo Bill (1931)